# Режим валютного курса

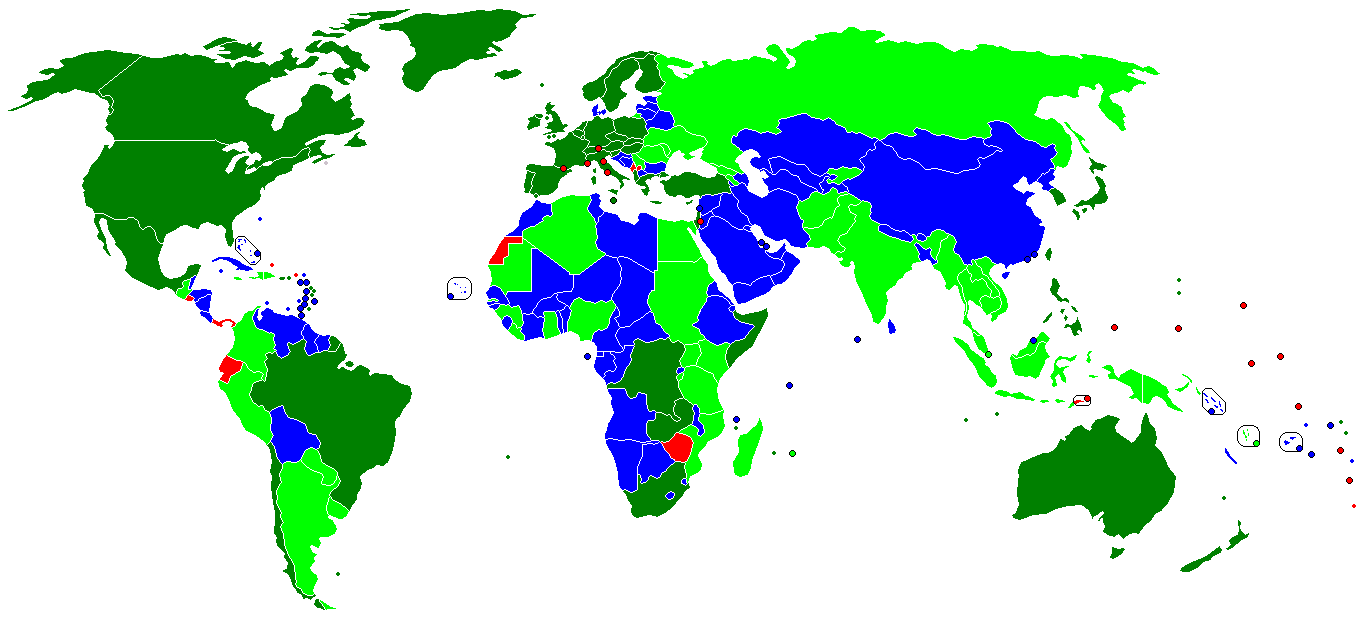
Режимы валютного курса стран мира по состоянию на 2010 год:
плавающий валютный курс
режим управляемого плавания
разные типы привязки (фиксированный валютный курс, валютное правило, ползучая привязка, фиксация в рамках коридора)
использование иностранной валюты

Режим валютного курса — система формирования пропорций обмена национальных денег на иностранные (валюты); варьируется от жёсткой привязки, например, к золоту (золотой стандарт), до свободно плавающего курса (одно из требований «Вашингтонского консенсуса»), когда цена складывается исключительно под действием рыночных сил.
По состоянию на апрель 2011 года Международный валютный фонд (МВФ) выделял десять разновидностей действующих курсовых режимов. В статье данные по странам и валютам приводятся по состоянию на этот период и в настоящее время могут отличаться от указанных.

## Разновидности курсовых режимов
В Уставе МВФ (Статьях соглашения Международного валютного фонда) выделяются три основные группы курсовых режимов:

В рамках международной валютно-финансовой системы, имеющей форму, преобладавшую на 1 января 1976 года, валютный режим может включать: (i) поддержание государством-членом стоимости своей валюты в специальных правах заимствования или, по выбору государства-члена, в другом эталоне стоимости, кроме золота, (ii) режим сотрудничества, в рамках которого государства-члены поддерживают стоимость своих валют по отношению к стоимости валюты или валют других государств-членов, (iii) иные формы валютного режима по выбору государства-члена.
— Статьи соглашения Международного валютного фонда. — Статья IV, раздел 2
Обычно выделяют следующие основные разновидности курсовых режимов:
- биметаллизм,
- монометаллизм (серебряный стандарт и золотой стандарт),
- валютный союз (англ. Currency union) или использование чужой валюты вместо (в дополнение к) собственной (англ. No legal tender),
- валютный совет или валютное управление (англ. Currency board),
- фиксированный (англ. Fixed), привязанный (англ. Peg), паритетный (англ. Par)[10] курс или фиксированная привязка (англ. Fixed peg),
- валютный коридор (англ. Band) или целевая зона (англ. Target zone),
- плавающий курс (англ. Floating).

Иногда режимы уточняются:
- регулируемый фиксированный курс или регулируемая привязка (англ. Adjustable peg),
- привязка к валютной корзине (англ. Basket peg),
- плавающая или скользящая привязка (англ. Crawling peg),
- плавающий или скользящий коридор (англ. Crawling band),
- двигающийся коридор (англ. Moving band),
- управляемое плавание (англ. Managed float),
- свободное плавание (англ. Freely floating, Independently floating),
- свободное падение (англ. Freely falling),
- гиперплавание или гиперпадение (англ. Hyperfloat).

Существуют ещё более глубокие классификации курсовых режимов.

## Курсовые режимы по классификации МВФ
В отчёте МВФ, опубликованном в апреле 2011 года, выделяется десять разновидностей режима валютного курса (англ. Exchange rate regime, Exchange rate arragement, Exchange arrangement):
| Курсовой режим                                           | Оригинальное название режима                       | Переход к списку                                                                   |
| Режимы фиксированного курса (hard peg)                   | Режимы фиксированного курса (hard peg)             | Режимы фиксированного курса (hard peg)                                             |
| -------------------------------------------------------- | -------------------------------------------------- | ---------------------------------------------------------------------------------- |
| Курсовой режим без отдельного законного средства платежа | Exchange arrangement with no separate legal tender | Перейти к разделу «Валютный союз, режим без отдельного законного средства платежа» |
| Режим валютного управления или валютного совета          | Currency board arrangement                         | Перейти к разделу «Режим валютного управления (валютного совета)»                  |
| Прочие ориентированные режимы фиксированного курса       | Other conventional fixed peg arrangement           | Перейти к разделу «Прочие традиционные режимы фиксированного курса»                |
| Переходные режимы (soft peg)                             |                                                    |                                                                                    |
| Режим стабилизированного курса                           | Stabilised arrangement                             | Перейти к разделу «Режим стабилизированного курса»                                 |
| Фиксированный курс с возможностью корректировки          | Crawling peg                                       | Перейти к разделу «Фиксированный курс с возможностью корректировки»                |
| Прочие режимы с возможностью корректировки курса         | Crawl-like arrangement                             | Перейти к разделу «Прочие режимы с возможностью корректировки курса»               |
| Фиксированный курс в рамках горизонтального коридора     | Pegged exchange rate within horizontal bands       | Перейти к разделу «Фиксированный курс в рамках горизонтального коридора»           |
| Прочие режимы управляемого курса                         | Other managed arrangement                          | Перейти к разделу «Прочие режимы управляемого курса»                               |
| Режимы плавающего курса (floating regime)                |                                                    |                                                                                    |
| Плавающий курс                                           | Floating                                           | Перейти к разделу «Плавающий курс»                                                 |
| Свободно плавающий курс                                  | Independently floating                             | Перейти к разделу «Свободно плавающий курс»                                        |

Согласно МВФ, «якорями» (англ. anchors), то есть целями или критериями эффективности применения того или иного курсового режима, являются:
1. Курсовой якорь, или валютный якорь (англ. Exchange rate anchor) — регулятор всегда готов произвести покупку или продажу (валютная интервенция) валюты-якоря (англ. anchor currency[13]) по заданному курсу (фиксированный валютный курс) или в рамках заданного интервала (валютный коридор), чтобы не допустить его отклонения от целевого показателя.
2. Целевые денежно-кредитные агрегаты (англ. Monetary aggregate target) — регулятор использует такие инструменты кредитно-денежной политики и валютного регулирования, которыми достигаются целевые темпы роста денежной массы, измеряемой в денежных агрегатах M1 или M2.
3. Целевые показатели инфляции (англ. Inflation targeting framework) — регулятор использует такие инструменты кредитно-денежной политики и валютного регулирования, которыми достигаются целевые темпы инфляции.
4. Прочие цели — регулятор не имеет или публично не заявляет о наличии у него какой-то одной цели; также этот статус используется сотрудниками МВФ для тех случаев, когда какие-либо данные о целях регулятора отсутствуют.

## Действующие курсовые режимы

### Общие пояснения к таблицам
В таблицах, которые приведены в данном разделе, представлены режимы валютного курса по данным МВФ по состоянию на конец апреля 2011 года. При этом в отличие от исходных данных МВФ в статье указываются как страны, так и эмитируемые ими валюты (включая их коды в стандарте ISO 4217).
Денежные единицы стран и территорий, не упоминаемых в отчёте фонда, но включённых в стандарт ISO 4217, а также в его европейскую редакцию (гернсийский, джерсийский и мэнский фунты), выделены жёлтым цветом.
Внутри таблиц валюты отсортированы по коду ISO 4217.
Наименования валют приводятся в соответствии с Общероссийским классификатором валют, территория обращения — в соответствии со стандартом ISO 4217.
Курсы валют по отношению к доллару США (USD), евро (EUR) и российскому рублю (RUB) соответствуют данным Open Exchange Rates и автоматически обновляются не реже одного раза в сутки. Необходимо при этом иметь в виду, что они основаны на открытых источниках и транслируются с округлением до четырёх значимых цифр. Эти курсы могут отличаться от официальных котировок, установленных центральными банками, а также от котировок, транслируемых другими источниками информации. Не используйте их в случаях, когда ошибка может причинить вред или нанести ущерб.

### Валютный союз, режим без отдельного законного средства платежа
По данным МВФ на конец апреля 2011 года, к государствам, использующим такой режим валютного курса (то есть отказавшимся от собственных валют в пользу какой-то иностранной), относятся:
- использующие доллар США (USD):
  -  Эквадор,
  -  Сальвадор,
  -  Маршалловы Острова,
  -  Микронезия,
  -  Палау,
  -  Панама,
  -  Зимбабве,
  -  Восточный Тимор;
- использующие евро (EUR):
  -  Косово[18],
  -  Черногория,
  -  Сан-Марино;
- использующие австралийский доллар (AUD):
  -  Кирибати,
  -  Тувалу.

У некоторых из перечисленных в отчёте МВФ государств, согласно стандарту ISO 4217, формально есть национальные валюты или они выпускают разменные денежные единицы, являющиеся на их территории законным средством платежа. Иными словами, формально валюта-якорь (в данном случае доллар США) является для них параллельной, второй валютой:
| Наименование валюты | Территория обращения | Код ISO 4217 | Курс на 04.08.2025  | Курс на 04.08.2025 | Курс на 04.08.2025 |
| Наименование валюты | Территория обращения | Код ISO 4217 | к доллару           | к евро             | рубля              |
| ------------------- | -------------------- | ------------ | ------------------- | ------------------ | ------------------ |
| Бальбоа             | Панама               | PAB          | 1,000 PAB           | 1,160 PAB          | 78,43 RUB          |
| Сальвадорский колон | Сальвадор            | SVC          | 8,750 SVC           | 10,15 SVC          | 8,964 RUB          |
| Доллар Зимбабве     | Зимбабве             | ZWL          | ZWL                 | ZWL                | RUB                |
| Тиморское сентаво   | Восточный Тимор      | —            | 1 USD = 100 сентаво | —                  | —                  |
| Эквадорское сентаво | Эквадор              | —            | 1 USD = 100 сентаво | —                  | —                  |

Кроме того, в отчёте МВФ не упомянуты некоторые карликовые государства, использующие чужие валюты, в частности:
- швейцарский франк:
  -  Лихтенштейн;
- австралийский доллар:
  -  Науру;
- новозеландский доллар:
  -  Ниуэ,
  -  Острова Кука;
- евро:
  -  Андорра,
  -  Ватикан,
  -  Монако.

В отчёт также не включены коронные земли Великобритании, зависимые, автономные и тому подобные территории (далее по тексту они выделены курсивом), а также некоторые частично признанные государства, которые упоминаются в стандарте ISO 4217. Между тем их отдельное рассмотрение заслуживает внимания, поскольку в ряде случаев на их территории обращаются не валюты метрополии, а собственные денежные единицы и/или валюты более близких им экономически государств. Среди них:
| Наименование валюты                                          | Территория обращения                                         | Код ISO 4217                                                 | Курс на 04.08.2025                                           | Курс на 04.08.2025                                           | Курс на 04.08.2025                                           |
| Наименование валюты                                          | Территория обращения                                         | Код ISO 4217                                                 | к доллару                                                    | к евро                                                       | рубля                                                        |
| Курсовой якорь и параллельная валюта — фунт стерлингов (GBP) | Курсовой якорь и параллельная валюта — фунт стерлингов (GBP) | Курсовой якорь и параллельная валюта — фунт стерлингов (GBP) | Курсовой якорь и параллельная валюта — фунт стерлингов (GBP) | Курсовой якорь и параллельная валюта — фунт стерлингов (GBP) | Курсовой якорь и параллельная валюта — фунт стерлингов (GBP) |
| ------------------------------------------------------------ | ------------------------------------------------------------ | ------------------------------------------------------------ | ------------------------------------------------------------ | ------------------------------------------------------------ | ------------------------------------------------------------ |
| Фунт Фолклендских островов                                   | Фолклендские острова                                         | FKP                                                          | 0,7459 FKP                                                   | 0,8654 FKP                                                   | 105,1 RUB                                                    |
| Гибралтарский фунт                                           | Гибралтар                                                    | GIP                                                          | 0,7459 GIP                                                   | 0,8654 GIP                                                   | 105,1 RUB                                                    |
| Фунт Святой Елены                                            | Острова Святой Елены, Вознесения и Тристан-да-Кунья          | SHP                                                          | 0,7459 SHP                                                   | 0,8654 SHP                                                   | 105,1 RUB                                                    |
| Гернсийский фунт                                             | Гернси                                                       | (GGP)                                                        | 0,7459 GGP                                                   | 0,8654 GGP                                                   | 105,1 RUB                                                    |
| Фунт Острова Мэн                                             | Остров Мэн                                                   | (IMP)                                                        | 0,7459 IMP                                                   | 0,8654 IMP                                                   | 105,1 RUB                                                    |
| Джерсийский фунт                                             | Джерси                                                       | (JEP)                                                        | 0,7459 JEP                                                   | 0,8654 JEP                                                   | 105,1 RUB                                                    |
| Курсовой якорь — доллар США (USD)                            |                                                              |                                                              |                                                              |                                                              |                                                              |
| Бермудский доллар                                            | Бермуды                                                      | BMD                                                          | 1,000 BMD                                                    | 1,160 BMD                                                    | 78,43 RUB                                                    |
| Доллар Каймановых островов                                   | Острова Кайман                                               | KYD                                                          | 0,8333 KYD                                                   | 0,9668 KYD                                                   | 94,12 RUB                                                    |
| Патака                                                       | Макао                                                        | MOP                                                          | 8,034 MOP                                                    | 9,321 MOP                                                    | 9,763 RUB                                                    |
| Курсовой якорь — евро (EUR)                                  |                                                              |                                                              |                                                              |                                                              |                                                              |
| Франк КФП                                                    | Французская Полинезия · Новая Каледония · Уоллис и Футуна    | XPF                                                          | 102,9 XPF                                                    | 119,3 XPF                                                    | 0,7626 RUB                                                   |

### Режим валютного управления (валютного совета)
| Наименование валюты                                              | Территория обращения | Код ISO 4217                      | Курс на 04.08.2025                | Курс на 04.08.2025                | Курс на 04.08.2025                |
| Наименование валюты                                              | Территория обращения | Код ISO 4217                      | к доллару                         | к евро                            | рубля                             |
| Курсовой якорь — доллар США (USD)                                | Курсовой якорь — доллар США (USD)                                                                                         | Курсовой якорь — доллар США (USD) | Курсовой якорь — доллар США (USD) | Курсовой якорь — доллар США (USD) | Курсовой якорь — доллар США (USD) |
| ---------------------------------------------------------------- | --- | --------------------------------- | --------------------------------- | --------------------------------- | --------------------------------- |
| Франк Джибути                                                    | Джибути | DJF                               | 177,7 DJF                         | 206,2 DJF                         | 0,4413 RUB                        |
| Гонконгский доллар                                               | Гонконг | HKD                               | 7,800 HKD                         | 9,050 HKD                         | 10,06 RUB                         |
| Восточно-карибский доллар                                        | Ангилья · Антигуа и Барбуда · Гренада · Доминика · Монтсеррат · Сент-Винсент и Гренадины · Сент-Китс и Невис · Сент-Люсия | XCD                               | 2,700 XCD                         | 3,133 XCD                         | 29,05 RUB                         |
| Курсовой якорь — евро (EUR)                                      | |                                   |                                   |                                   |                                   |
| Боснийская конвертируемая марка                                  | Босния и Герцеговина | BAM                               | 1,686 BAM                         | 1,956 BAM                         | 46,53 RUB                         |
| Болгарский лев                                                   | Болгария | BGN                               | 1,686 BGN                         | 1,956 BGN                         | 46,53 RUB                         |
| Курсовой якорь и параллельная валюта — сингапурский доллар (SGD) | |                                   |                                   |                                   |                                   |
| Брунейский доллар                                                | Бруней | BND                               | 1,286 BND                         | 1,492 BND                         | 61,01 RUB                         |

### Прочие ориентированные режимы фиксированного курса
| Наименование валюты                         | Территория обращения                                                                                | Код ISO 4217                      | Курс на 04.08.2025                | Курс на 04.08.2025                | Курс на 04.08.2025                |
| Наименование валюты                         | Территория обращения                                                                                | Код ISO 4217                      | к доллару                         | к евро                            | рубля                             |
| Курсовой якорь — доллар США (USD)           | Курсовой якорь — доллар США (USD)                                                                   | Курсовой якорь — доллар США (USD) | Курсовой якорь — доллар США (USD) | Курсовой якорь — доллар США (USD) | Курсовой якорь — доллар США (USD) |
| ------------------------------------------- | --------------------------------------------------------------------------------------------------- | --------------------------------- | --------------------------------- | --------------------------------- | --------------------------------- |
| Дирхам ОАЭ                                  | ОАЭ                                                                                                 | AED                               | 3,673 AED                         | 4,261 AED                         | 21,36 RUB                         |
| Нидерландский антильский гульден            | Кюрасао · Синт-Мартен                                                                               | ANG                               | 1,790 ANG                         | 2,077 ANG                         | 43,82 RUB                         |
| Арубанский флорин                           | Аруба                                                                                               | AWG                               | 1,790 AWG                         | 2,077 AWG                         | 43,82 RUB                         |
| Барбадосский доллар                         | Барбадос                                                                                            | BBD                               | 2,000 BBD                         | 2,320 BBD                         | 39,22 RUB                         |
| Бахрейнский динар                           | Бахрейн                                                                                             | BHD                               | 0,3760 BHD                        | 0,4362 BHD                        | 208,6 RUB                         |
| Багамский доллар                            | Багамские Острова                                                                                   | BSD                               | 1,000 BSD                         | 1,160 BSD                         | 78,43 RUB                         |
| Белизский доллар                            | Белиз                                                                                               | BZD                               | 2,000 BZD                         | 2,320 BZD                         | 39,22 RUB                         |
| Накфа                                       | Эритрея                                                                                             | ERN                               | 15,00 ERN                         | 17,40 ERN                         | 5,229 RUB                         |
| Иорданский динар                            | Иордания                                                                                            | JOD                               | 0,7090 JOD                        | 0,8226 JOD                        | 110,6 RUB                         |
| Оманский риал                               | Оман                                                                                                | OMR                               | 0,3845 OMR                        | 0,4461 OMR                        | 204,0 RUB                         |
| Катарский риал                              | Катар                                                                                               | QAR                               | 3,640 QAR                         | 4,223 QAR                         | 21,55 RUB                         |
| Саудовский риял                             | Саудовская Аравия                                                                                   | SAR                               | 3,750 SAR                         | 4,351 SAR                         | 20,92 RUB                         |
| Новый туркменский манат                     | Туркменистан                                                                                        | TMT                               | 3,565 TMT                         | 4,136 TMT                         | 22,00 RUB                         |
| Боливар фуэрте                              | Венесуэла                                                                                           | VEF                               | 4,300 VEF                         | 4,989 VEF                         | 18,24 RUB                         |
| Курсовой якорь — евро (EUR)                 | |                                   |                                   |                                   |                                   |
| Эскудо Кабо-Верде                           | Кабо-Верде                                                                                          | CVE                               | 95,04 CVE                         | 110,3 CVE                         | 0,8253 RUB                        |
| Датская крона                               | Дания · Гренландия · Фарерские острова                                                              | DKK                               | 6,430 DKK                         | 7,460 DKK                         | 12,20 RUB                         |
| Франк Комор                                 | Коморы                                                                                              | KMF                               | 424,0 KMF                         | 492,0 KMF                         | 0,1850 RUB                        |
| Добра                                       | Сан-Томе и Принсипи                                                                                 | STD                               | STD                               | STD                               | RUB                               |
| Франк КФА BEAC                              | Габон · Камерун · Республика Конго · Центральноафриканская Республика · Чад · Экваториальная Гвинея | XAF                               | 565,4 XAF                         | 656,0 XAF                         | 0,1387 RUB                        |
| Франк КФА BCEAO                             | Бенин · Буркина-Фасо · Гвинея-Бисау · Кот-д’Ивуар · Мали · Нигер · Сенегал · Того                   | XOF                               | 565,4 XOF                         | 656,0 XOF                         | 0,1387 RUB                        |
| Курсовой якорь — южноафриканский рэнд (ZAR) | |                                   |                                   |                                   |                                   |
| Лоти Лесото                                 | Лесото                                                                                              | LSL                               | 18,24 LSL                         | 21,16 LSL                         | 4,300 RUB                         |
| Доллар Намибии                              | Намибия                                                                                             | NAD                               | 18,24 NAD                         | 21,16 NAD                         | 4,300 RUB                         |
| Лилангени                                   | Свазиленд                                                                                           | SZL                               | 18,24 SZL                         | 21,16 SZL                         | 4,300 RUB                         |
| Курсовой якорь — индийская рупия (INR)      | |                                   |                                   |                                   |                                   |
| Нгултрум                                    | Бутан                                                                                               | BTN                               | 85,81 BTN                         | 99,55 BTN                         | 0,9141 RUB                        |
| Непальская рупия                            | Непал                                                                                               | NPR                               | 137,3 NPR                         | 159,3 NPR                         | 0,5713 RUB                        |
| Курсовой якорь — валютная корзина           | |                                   |                                   |                                   |                                   |
| Доллар Фиджи                                | Фиджи                                                                                               | FJD                               | FJD                               | FJD                               | RUB                               |
| Кувейтский динар                            | Кувейт                                                                                              | KWD                               | 0,3055 KWD                        | 0,3544 KWD                        | 256,7 RUB                         |
| Ливийский динар                             | Ливия                                                                                               | LYD                               | LYD                               | LYD                               | RUB                               |
| Марокканский дирхам                         | Марокко · Сахарская Арабская Демократическая Республика                                             | MAD                               | MAD                               | MAD                               | RUB                               |
| Тала                                        | Самоа                                                                                               | WST                               | WST                               | WST                               | RUB                               |

### Режим стабилизированного курса
| Наименование валюты                | Территория обращения              | Код ISO 4217                      | Курс на 04.08.2025                | Курс на 04.08.2025                | Курс на 04.08.2025                |
| Наименование валюты                | Территория обращения              | Код ISO 4217                      | к доллару                         | к евро                            | рубля                             |
| Курсовой якорь — доллар США (USD)  | Курсовой якорь — доллар США (USD) | Курсовой якорь — доллар США (USD) | Курсовой якорь — доллар США (USD) | Курсовой якорь — доллар США (USD) | Курсовой якорь — доллар США (USD) |
| ---------------------------------- | --------------------------------- | --------------------------------- | --------------------------------- | --------------------------------- | --------------------------------- |
| Гайанский доллар                   | Гайана                            | GYD                               | GYD                               | GYD                               | RUB                               |
| Лемпира                            | Гондурас                          | HNL                               | HNL                               | HNL                               | RUB                               |
| Иракский динар                     | Ирак                              | IQD                               | IQD                               | IQD                               | RUB                               |
| Ямайский доллар                    | Ямайка                            | JMD                               | JMD                               | JMD                               | RUB                               |
| Камбоджийский риель                | Камбоджа                          | KHR                               | KHR                               | KHR                               | RUB                               |
| Лаосский кип                       | Лаос                              | LAK                               | LAK                               | LAK                               | RUB                               |
| Ливанский фунт                     | Ливан                             | LBP                               | 1508 LBP                          | 1749 LBP                          | 0,05 203 RUB                      |
| Руфия                              | Мальдивы                          | MVR                               | MVR                               | MVR                               | RUB                               |
| Квача                              | Малави                            | MWK                               | MWK                               | MWK                               | RUB                               |
| Суринамский доллар                 | Суринам                           | SRD                               | SRD                               | SRD                               | RUB                               |
| Доллар Тринидада и Тобаго          | Тринидад и Тобаго                 | TTD                               | 6,251 TTD                         | 7,252 TTD                         | 12,55 RUB                         |
| Донг                               | Вьетнам                           | VND                               | 26 140 VND                        | 30 330 VND                        | 0,003 000 RUB                     |
| Курсовой якорь — евро (EUR)        |                                   |                                   |                                   |                                   |                                   |
| Денар                              | Северная Македония                | MKD                               | MKD                               | MKD                               | RUB                               |
| Курсовой якорь — валютная корзина  |                                   |                                   |                                   |                                   |                                   |
| Белорусский рубль                  | Беларусь                          | BYN                               | 3,017 BYN                         | 3,500 BYN                         | 26,00 RUB                         |
| Иранский риал                      | Иран                              | IRR                               | 603 300 IRR                       | 700 000 IRR                       | 0,0 001 300 RUB                   |
| Сирийский фунт                     | Сирия                             | SYP                               | SYP                               | SYP                               | RUB                               |
| Тунисский динар                    | Тунис                             | TND                               | TND                               | TND                               | RUB                               |
| Курсовой якорь — денежные агрегаты |                                   |                                   |                                   |                                   |                                   |
| Бурундийский франк                 | Бурунди                           | BIF                               | BIF                               | BIF                               | RUB                               |
| Пакистанская рупия                 | Пакистан                          | PKR                               | PKR                               | PKR                               | RUB                               |
| Сомони                             | Таджикистан                       | TJS                               | 9,683 TJS                         | 11,23 TJS                         | 8,100 RUB                         |
| Гривна                             | Украина                           | UAH                               | 43,57 UAH                         | 50,56 UAH                         | 1,800 RUB                         |
| Прочие цели                        |                                   |                                   |                                   |                                   |                                   |
| Азербайджанский манат              | Азербайджан                       | AZN                               | 1,743 AZN                         | 2,022 AZN                         | 45,00 RUB                         |
| Боливиано                          | Боливия                           | BOB                               | 7,130 BOB                         | 8,273 BOB                         | 11,00 RUB                         |

### Фиксированный курс с возможностью корректировки
| Наименование валюты                | Территория обращения              | Код ISO 4217                      | Курс на 04.08.2025                | Курс на 04.08.2025                | Курс на 04.08.2025                |
| Наименование валюты                | Территория обращения              | Код ISO 4217                      | к доллару                         | к евро                            | рубля                             |
| Курсовой якорь — доллар США (USD)  | Курсовой якорь — доллар США (USD) | Курсовой якорь — доллар США (USD) | Курсовой якорь — доллар США (USD) | Курсовой якорь — доллар США (USD) | Курсовой якорь — доллар США (USD) |
| ---------------------------------- | --------------------------------- | --------------------------------- | --------------------------------- | --------------------------------- | --------------------------------- |
| Золотая кордоба                    | Никарагуа                         | NIO                               | NIO                               | NIO                               | RUB                               |
| Курсовой якорь — валютная корзина  |                                   |                                   |                                   |                                   |                                   |
| Ботсванская пула                   | Ботсвана                          | BWP                               | 13,42 BWP                         | 15,57 BWP                         | 5,843 RUB                         |
| Курсовой якорь — денежные агрегаты |                                   |                                   |                                   |                                   |                                   |
| Узбекский сум                      | Узбекистан                        | UZS                               | 12 860 UZS                        | 14 920 UZS                        | 0,006 100 RUB                     |

### Прочие режимы с возможностью корректировки курса
| Наименование валюты                | Территория обращения              | Код ISO 4217                      | Курс на 04.08.2025                | Курс на 04.08.2025                | Курс на 04.08.2025                |
| Наименование валюты                | Территория обращения              | Код ISO 4217                      | к доллару                         | к евро                            | рубля                             |
| Курсовой якорь — доллар США (USD)  | Курсовой якорь — доллар США (USD) | Курсовой якорь — доллар США (USD) | Курсовой якорь — доллар США (USD) | Курсовой якорь — доллар США (USD) | Курсовой якорь — доллар США (USD) |
| ---------------------------------- | --------------------------------- | --------------------------------- | --------------------------------- | --------------------------------- | --------------------------------- |
| Эфиопский быр                      | Эфиопия                           | ETB                               | 140,1 ETB                         | 162,5 ETB                         | 0,5600 RUB                        |
| Тенге                              | Казахстан                         | KZT                               | 560,2 KZT                         | 650,0 KZT                         | 0,1400 RUB                        |
| Курсовой якорь — евро (EUR)        |                                   |                                   |                                   |                                   |                                   |
| Хорватская куна                    | Хорватия                          | HRK                               | HRK                               | HRK                               | RUB                               |
| Курсовой якорь — денежные агрегаты |                                   |                                   |                                   |                                   |                                   |
| Аргентинское песо                  | Аргентина                         | ARS                               | ARS                               | ARS                               | RUB                               |
| Бангладешская така                 | Бангладеш                         | BDT                               | 122,6 BDT                         | 142,2 BDT                         | 0,6400 RUB                        |
| Конголезский франк                 | Демократическая Республика Конго  | CDF                               | CDF                               | CDF                               | RUB                               |
| Юань                               | Китай                             | CNY                               | 7,178 CNY                         | 8,328 CNY                         | 10,93 RUB                         |
| Доминиканское песо                 | Доминиканская Республика          | DOP                               | DOP                               | DOP                               | RUB                               |
| Шри-Ланкийская рупия               | Шри-Ланка                         | LKR                               | LKR                               | LKR                               | RUB                               |
| Франк Руанды                       | Руанда                            | RWF                               | RWF                               | RWF                               | RUB                               |
| Прочие цели                        |                                   |                                   |                                   |                                   |                                   |
| Египетский фунт                    | Египет                            | EGP                               | 52,29 EGP                         | 60,67 EGP                         | 1,500 RUB                         |
| Гаитянский гурд                    | Гаити                             | HTG                               | HTG                               | HTG                               | RUB                               |

### Фиксированный курс в рамках горизонтального коридора
| Наименование валюты               | Территория обращения              | Код ISO 4217                      | Курс на 04.08.2025                | Курс на 04.08.2025                | Курс на 04.08.2025                |
| Наименование валюты               | Территория обращения              | Код ISO 4217                      | к доллару                         | к евро                            | рубля                             |
| Курсовой якорь — валютная корзина | Курсовой якорь — валютная корзина | Курсовой якорь — валютная корзина | Курсовой якорь — валютная корзина | Курсовой якорь — валютная корзина | Курсовой якорь — валютная корзина |
| --------------------------------- | --------------------------------- | --------------------------------- | --------------------------------- | --------------------------------- | --------------------------------- |
| Паанга                            | Тонга                             | TOP                               | TOP                               | TOP                               | RUB                               |

### Прочие режимы управляемого курса
| Наименование валюты                | Территория обращения              | Код ISO 4217                      | Курс на 04.08.2025                | Курс на 04.08.2025                | Курс на 04.08.2025                |
| Наименование валюты                | Территория обращения              | Код ISO 4217                      | к доллару                         | к евро                            | рубля                             |
| Курсовой якорь — доллар США (USD)  | Курсовой якорь — доллар США (USD) | Курсовой якорь — доллар США (USD) | Курсовой якорь — доллар США (USD) | Курсовой якорь — доллар США (USD) | Курсовой якорь — доллар США (USD) |
| ---------------------------------- | --------------------------------- | --------------------------------- | --------------------------------- | --------------------------------- | --------------------------------- |
| Кванза                             | Ангола                            | AOA                               | AOA                               | AOA                               | RUB                               |
| Либерийский доллар                 | Либерия                           | LRD                               | LRD                               | LRD                               | RUB                               |
| Суданский фунт                     | Судан                             | SDG                               | SDG                               | SDG                               | RUB                               |
| Курсовой якорь — валютная корзина  |                                   |                                   |                                   |                                   |                                   |
| Алжирский динар                    | Алжир                             | DZD                               | 130,1 DZD                         | 151,0 DZD                         | 0,6027 RUB                        |
| Сингапурский доллар                | Сингапур                          | SGD                               | 1,286 SGD                         | 1,492 SGD                         | 61,01 RUB                         |
| Вату                               | Вануату                           | VUV                               | VUV                               | VUV                               | RUB                               |
| Курсовой якорь — денежные агрегаты |                                   |                                   |                                   |                                   |                                   |
| Гвинейский франк                   | Гвинея                            | GNF                               | GNF                               | GNF                               | RUB                               |
| Найра                              | Нигерия                           | NGN                               | 1538 NGN                          | 1784 NGN                          | 0,05 100 RUB                      |
| Гуарани                            | Парагвай                          | PYG                               | PYG                               | PYG                               | RUB                               |
| Доллар Соломоновых Островов        | Соломоновы Острова                | SBD                               | SBD                               | SBD                               | RUB                               |
| Йеменский риал                     | Йемен                             | YER                               | YER                               | YER                               | RUB                               |
| Прочие цели                        |                                   |                                   |                                   |                                   |                                   |
| Коста-риканский колон              | Коста-Рика                        | CRC                               | CRC                               | CRC                               | RUB                               |
| Сом                                | Кыргызстан                        | KGS                               | 88,13 KGS                         | 102,2 KGS                         | 0,8900 RUB                        |
| Кьят                               | Мьянма                            | MMK                               | 2120 MMK                          | 2459 MMK                          | 0,03 700 RUB                      |
| Угия                               | Мавритания                        | MRO                               | MRO                               | MRO                               | RUB                               |
| Малайзийский ринггит               | Малайзия                          | MYR                               | 4,252 MYR                         | 4,933 MYR                         | 18,45 RUB                         |

### Плавающий курс
| Наименование валюты                  | Территория обращения               | Код ISO 4217                       | Курс на 04.08.2025                 | Курс на 04.08.2025                 | Курс на 04.08.2025                 |
| Наименование валюты                  | Территория обращения               | Код ISO 4217                       | к доллару                          | к евро                             | рубля                              |
| Курсовой якорь — денежные агрегаты   | Курсовой якорь — денежные агрегаты | Курсовой якорь — денежные агрегаты | Курсовой якорь — денежные агрегаты | Курсовой якорь — денежные агрегаты | Курсовой якорь — денежные агрегаты |
| ------------------------------------ | ---------------------------------- | ---------------------------------- | ---------------------------------- | ---------------------------------- | ---------------------------------- |
| Афгани                               | Афганистан                         | AFN                                | AFN                                | AFN                                | RUB                                |
| Гамбийский даласи                    | Гамбия                             | GMD                                | GMD                                | GMD                                | RUB                                |
| Кенийский шиллинг                    | Кения                              | KES                                | KES                                | KES                                | RUB                                |
| Малагасийский ариари                 | Мадагаскар                         | MGA                                | MGA                                | MGA                                | RUB                                |
| Тугрик                               | Монголия                           | MNT                                | 3735 MNT                           | 4333 MNT                           | 0,02 100 RUB                       |
| Мозамбикский метикал                 | Мозамбик                           | MZN                                | MZN                                | MZN                                | RUB                                |
| Кина                                 | Папуа — Новая Гвинея               | PGK                                | PGK                                | PGK                                | RUB                                |
| Сейшельская рупия                    | Сейшельские Острова                | SCR                                | SCR                                | SCR                                | RUB                                |
| Леоне                                | Сьерра-Леоне                       | SLL                                | SLL                                | SLL                                | RUB                                |
| Танзанийский шиллинг                 | Танзания                           | TZS                                | TZS                                | TZS                                | RUB                                |
| Угандийский шиллинг                  | Уганда                             | UGX                                | UGX                                | UGX                                | RUB                                |
| Замбийская квача                     | Замбия                             | ZMW                                | ZMW                                | ZMW                                | RUB                                |
| Курсовой якорь — показатели инфляции |                                    |                                    |                                    |                                    |                                    |
| Албанский лек                        | Албания                            | ALL                                | ALL                                | ALL                                | RUB                                |
| Армянский драм                       | Армения                            | AMD                                | 392,2 AMD                          | 455,0 AMD                          | 0,2000 RUB                         |
| Бразильский реал                     | Бразилия                           | BRL                                | 5,572 BRL                          | 6,464 BRL                          | 14,08 RUB                          |
| Колумбийское песо                    | Колумбия                           | COP                                | COP                                | COP                                | RUB                                |
| Грузинский лари                      | Грузия                             | GEL                                | 2,801 GEL                          | 3,250 GEL                          | 28,00 RUB                          |
| Ганский седи                         | Гана                               | GHS                                | GHS                                | GHS                                | RUB                                |
| Гватемальский кетсаль                | Гватемала                          | GTQ                                | GTQ                                | GTQ                                | RUB                                |
| Венгерский форинт                    | Венгрия                            | HUF                                | 356,5 HUF                          | 413,6 HUF                          | 0,2200 RUB                         |
| Исландская крона                     | Исландия                           | ISK                                | 122,6 ISK                          | 142,2 ISK                          | 0,6399 RUB                         |
| Рупия                                | Индонезия                          | IDR                                | 16 690 IDR                         | 19 360 IDR                         | 0,004 700 RUB                      |
| Новый израильский шекель             | Израиль                            | ILS                                | 3,355 ILS                          | 3,892 ILS                          | 23,38 RUB                          |
| Вона                                 | Республика Корея                   | KRW                                | 1383 KRW                           | 1604 KRW                           | 0,05 673 RUB                       |
| Молдавский лей                       | Молдова                            | MDL                                | 17,05 MDL                          | 19,78 MDL                          | 4,600 RUB                          |
| Новый соль                           | Перу                               | PEN                                | PEN                                | PEN                                | RUB                                |
| Филиппинское песо                    | Филиппины                          | PHP                                | 56,75 PHP                          | 65,84 PHP                          | 1,382 RUB                          |
| Новый румынский лей                  | Румыния                            | RON                                | 4,614 RON                          | 5,353 RON                          | 17,00 RUB                          |
| Сербский динар                       | Сербия                             | RSD                                | 101,9 RSD                          | 118,2 RSD                          | 0,7700 RUB                         |
| Бат                                  | Таиланд                            | THB                                | 32,51 THB                          | 37,72 THB                          | 2,413 RUB                          |
| Турецкая лира                        | Турция                             | TRY                                | 41,28 TRY                          | 47,89 TRY                          | 1,900 RUB                          |
| Уругвайское песо                     | Уругвай                            | UYU                                | UYU                                | UYU                                | RUB                                |
| Рэнд                                 | ЮАР · Лесото · Намибия             | ZAR                                | 18,24 ZAR                          | 21,16 ZAR                          | 4,300 RUB                          |
| Прочие цели                          |                                    |                                    |                                    |                                    |                                    |
| Индийская рупия                      | Индия · Бутан                      | INR                                | 85,81 INR                          | 99,55 INR                          | 0,9141 RUB                         |
| Маврикийская рупия                   | Маврикий                           | MUR                                | 45,78 MUR                          | 53,11 MUR                          | 1,713 RUB                          |

### Свободно плавающий курс
| Наименование валюты                  | Территория обращения | Код ISO 4217                         | Курс на 04.08.2025                   | Курс на 04.08.2025                   | Курс на 04.08.2025                   |
| Наименование валюты                  | Территория обращения | Код ISO 4217                         | к доллару                            | к евро                               | рубля                                |
| Курсовой якорь — показатели инфляции | Курсовой якорь — показатели инфляции | Курсовой якорь — показатели инфляции | Курсовой якорь — показатели инфляции | Курсовой якорь — показатели инфляции | Курсовой якорь — показатели инфляции |
| ------------------------------------ | --- | ------------------------------------ | ------------------------------------ | ------------------------------------ | ------------------------------------ |
| Австралийский доллар                 | Австралия · Кирибати · Кокосовые острова · Науру · Остров Норфолк · Остров Рождества · Тувалу · Херд и Макдональд | AUD                                  | 1,532 AUD                            | 1,777 AUD                            | 51,20 RUB                            |
| Канадский доллар                     | Канада | CAD                                  | 1,401 CAD                            | 1,625 CAD                            | 56,00 RUB                            |
| Чилийское песо                       | Чили | CLP                                  | CLP                                  | CLP                                  | RUB                                  |
| Чешская крона                        | Чехия | CZK                                  | 21,25 CZK                            | 24,65 CZK                            | 3,691 RUB                            |
| Фунт стерлингов                      | Великобритания · Гернси · Джерси · Остров Мэн | GBP                                  | 0,7459 GBP                           | 0,8654 GBP                           | 105,1 RUB                            |
| Норвежская крона                     | Норвегия · Буве · Шпицберген и Ян-Майен | NOK                                  | 10,30 NOK                            | 11,95 NOK                            | 7,618 RUB                            |
| Новозеландский доллар                | Новая Зеландия · Ниуэ · Острова Кука · Острова Питкэрн · Токелау | NZD                                  | 1,680 NZD                            | 1,949 NZD                            | 46,70 RUB                            |
| Злотый                               | Польша | PLN                                  | 3,663 PLN                            | 4,250 PLN                            | 21,41 RUB                            |
| Шведская крона                       | Швеция | SEK                                  | 9,757 SEK                            | 11,32 SEK                            | 8,039 RUB                            |
| Мексиканское песо                    | Мексика | MXN                                  | 18,72 MXN                            | 21,72 MXN                            | 4,190 RUB                            |
| Российский рубль                     | Россия | RUB                                  | 78,43 RUB                            | 91,00 RUB                            | 1,000 RUB                            |
| Прочие цели                          | |                                      |                                      |                                      |                                      |
| Швейцарский франк                    | Лихтенштейн · Швейцария | CHF                                  | 0,8015 CHF                           | 0,9299 CHF                           | 97,86 RUB                            |
| Евро                                 | Австрия · Аландские острова · Андорра · Бельгия · Ватикан · Гваделупа · Германия · Греция · Ирландия · Испания · Италия · Кипр · Латвия · Люксембург · Майотта · Мальта · Мартиника · Монако · Нидерланды · Португалия · Реюньон · Сан-Марино · Сен-Бартелеми · Сен-Мартен · Словакия · Словения · Сен-Пьер и Микелон · Финляндия · Франция · Гвиана · Французские Южные и Антарктические территории · Черногория · Эстония | EUR                                  | 0,8619 EUR                           | 1,000 EUR                            | 91,00 RUB                            |
| Иена                                 | Япония | JPY                                  | 149,0 JPY                            | 172,9 JPY                            | 0,5264 RUB                           |
| Сомалийский шиллинг                  | Сомали | SOS                                  | SOS                                  | SOS                                  | RUB                                  |
| Доллар США                           | США · Американское Самоа · Бонайре · Синт-Эстатиус · Саба · Британская Территория в Индийском Океане · Виргинские Острова (Великобритания) · Виргинские Острова (США) · Восточный Тимор · Гаити · Гуам · Внешние малые острова США · Маршалловы Острова · Микронезия · Теркс и Кайкос · Палау · Панама · Пуэрто-Рико · Сальвадор · Северные Марианские Острова · Эквадор                                                    | USD                                  | 1,000 USD                            | 1,160 USD                            | 78,43 RUB                            |

## Прочие валюты, валютные фонды и валютные ценности
В данном разделе перечислены валюты, валютные фонды и валютные ценности, не упоминаемые в отчёте МВФ, но включённые в стандарт ISO 4217. Это, в частности, национальные валюты таких государств, как:
- КНДР,
- Куба,
- Китайская Республика,
- Южный Судан (южносуданский фунт был введён после опубликования отчёта МВФ — в июле 2011 года).

Кроме того, в ряде государств существуют внутренние параллельные валюты (в терминологии ISO 4217 — валютные фонды), которые могут иметь отличный от основной денежной единицы курсовой режим. В стандарте ISO 4217 также упоминаются некоторые частные и международные расчётные денежные единицы. Наконец, в стандарт включены некоторые благородные металлы, часто рассматриваемые в качестве валютных ценностей и являющиеся объектом межбанковских и биржевых сделок.
| Наименование валюты                           | Территория обращения                          | Код ISO 4217                                  | Курс на 04.08.2025                            | Курс на 04.08.2025                            | Курс на 04.08.2025                            |
| Наименование валюты                           | Территория обращения                          | Код ISO 4217                                  | к доллару                                     | к евро                                        | рубля                                         |
| Валюты государств, не упомянутых в отчёте МВФ | Валюты государств, не упомянутых в отчёте МВФ | Валюты государств, не упомянутых в отчёте МВФ | Валюты государств, не упомянутых в отчёте МВФ | Валюты государств, не упомянутых в отчёте МВФ | Валюты государств, не упомянутых в отчёте МВФ |
| --------------------------------------------- | --------------------------------------------- | --------------------------------------------- | --------------------------------------------- | --------------------------------------------- | --------------------------------------------- |
| Кубинское песо                                | Куба                                          | CUP                                           | 24,51 CUP                                     | 28,44 CUP                                     | 3,200 RUB                                     |
| Вона КНДР                                     | КНДР                                          | KPW                                           | KPW                                           | KPW                                           | RUB                                           |
| Новый тайваньский доллар                      | Китайская Республика                          | TWD                                           | TWD                                           | TWD                                           | RUB                                           |
| Южносуданский фунт                            | Южный Судан                                   | SSP                                           | SSP                                           | SSP                                           | RUB                                           |
| Международные расчётные единицы               |                                               |                                               |                                               |                                               |                                               |
| Европейская составная единица EURCO           | Европейские сообщества                        | XBA                                           | XBA                                           | XBA                                           | RUB                                           |
| Европейская валютная единица EMU-6            | Европейские сообщества                        | XBB                                           | XBB                                           | XBB                                           | RUB                                           |
| Европейская расчётная единица EUA-9           | Европейские сообщества                        | XBC                                           | XBC                                           | XBC                                           | RUB                                           |
| Европейская расчётная единица EUA-17          | Европейские сообщества                        | XBD                                           | XBD                                           | XBD                                           | RUB                                           |
| СДР (Специальные права заимствования)         | Международный валютный фонд                   | XDR                                           | 0,7400 XDR                                    | 0,8585 XDR                                    | 106,0 RUB                                     |
| Сукре                                         | Единая система региональных взаиморасчётов    | XSU                                           | XSU                                           | XSU                                           | RUB                                           |
| Расчётная единица ADB                         | Африканский банк развития                     | XUA                                           | 0,7400 XUA                                    | 0,8585 XUA                                    | 106,0 RUB                                     |
| Частные валюты                                |                                               |                                               |                                               |                                               |                                               |
| WIR-евро                                      | WIR-банк — Швейцария                          | CHE                                           | CHE                                           | CHE                                           | RUB                                           |
| WIR-франк                                     | WIR-банк — Швейцария                          | CHW                                           | CHW                                           | CHW                                           | RUB                                           |
| Франк UIC                                     | Международный союз железных дорог — Франция   | XFU                                           | XFU                                           | XFU                                           | RUB                                           |
| Прочие валютные фонды                         |                                               |                                               |                                               |                                               |                                               |
| Единица развития                              | Чили                                          | CLF                                           | CLF                                           | CLF                                           | RUB                                           |
| Единица реальной стоимости                    | Колумбия                                      | COU                                           | COU                                           | COU                                           | RUB                                           |
| Уругвайское песо в индексированных единицах   | Уругвай                                       | UYI                                           | UYI                                           | UYI                                           | RUB                                           |
| Мвдол                                         | Боливия                                       | BOV                                           | BOV                                           | BOV                                           | RUB                                           |
| Мексиканская инверсионная единица             | Мексика                                       | MXV                                           | MXV                                           | MXV                                           | RUB                                           |
| Конвертируемое песо                           | Куба                                          | CUC                                           | 1,000 CUC                                     | 1,160 CUC                                     | 78,43 RUB                                     |
| Доллар следующего дня                         | США                                           | USN                                           | 1,000 USN                                     | 1,160 USN                                     | 78,43 RUB                                     |
| Доллар того же дня                            | США                                           | USS                                           | 1,000 USS                                     | 1,160 USS                                     | 78,43 RUB                                     |
| Валютные ценности — благородные металлы       |                                               |                                               |                                               |                                               |                                               |
| Серебро (тройская унция)                      | —                                             | XAG                                           | XAG                                           | XAG                                           | RUB                                           |
| Золото (тройская унция)                       | —                                             | XAU                                           | XAU                                           | XAU                                           | RUB                                           |
| Платина (тройская унция)                      | —                                             | XPT                                           | XPT                                           | XPT                                           | RUB                                           |
| Палладий (тройская унция)                     | —                                             | XPD                                           | XPD                                           | XPD                                           | RUB                                           |